# Рябченко Володимир Іванович
Рябченко Володимир Іванович (22 квітня 1950, Митьково-Качкарі, Донецька область, УРСР, СРСР - 15 лютого 2023, Київ, Україна) — сучасний київський і український філософ і науковець. Доктор філософських наук, кандидат сільськогосподарських наук, академік Академії наук вищої освіти України, заслужений працівник народної освіти України.

## Життєпис
Народився 22 квітня 1950 р. у с. Митькові Качкари Новоазовського району Донецької області у сім’ї колгоспників. 
Закінчив Інститут Сільського Господарства у місті Києві. 
Кандидат сільськогосподарських наук (1987). Старший науковий співробітник (2008). Заслужений працівник народної освіти України (1998). Відмінник освіти України (2000). Відмінник лісового господарства України (2000), Почесна грамота Верховної Ради України (2010). Має понад 150 наукових, науково-методичних, навчальних і науково-публіцистичних публікацій, у тому числі 12 монографій і навчальних посібників. Завідувач відділу лідерства та інституційного розвитку вищої освіти Інституту вищої освіти НАПН України. 

## Праці
- Рябченко В. І. Мова як засіб творення соціальної дійсності: Світоглядно-просвітницьке видання. — К.: Фітосоціоцентр, 2011. — 245 с.
- Рябченко В. І. Світоглядно-методологічні засади формування й використання поняттєво-термінологічного апарату в науковій, освітній та суспільно-практичній діяльності: Монографія. — Київ: Фітосоціоцентр, 2011. — 468 с.
- Технократизм і доля українського села [Текст] : занепад сучасного села як системна криза українського соціуму: соціально-філософський аналіз проблеми / В. І. Рябченко ; Академія педагогічних наук України. Інститут вищої освіти. — К. : Знання України, 2006. — 75 с. — ISBN 966-316-128-0
- Проблема помилки в життєвих виявах сучасної людини: соціально-філософський аспект [Текст] / В. І. Рябченко // Вища освіта України. — 2006. — № 3. — С. 25-31.
- Вищий навчальний заклад як засіб формування цінностей громадянського суспільства та цивілізаційного визначення молоді [Текст] / В. І. Рябченко // Вища освіта України. — 2007. — № 3. — С. 88-96.
- Філософський зміст та логіко-гносеологічна сутність понять «розсудок» і «розум» / В. І. Рябченко // Вища освіта України. — 2009. — № 2. — С. 28-37.
- Традиційна педагогічна парадигма як «прокрустове ложе» вітчизняної вищої школи в розвитку особистості студента / В. І. Рябченко // Вища освіта України. — 2011. — № 3. — С. 32-38.